# Готлиб, Адольф
Адо́льф Го́тлиб (англ. Adolf Gottlieb; 14 марта 1903, Нью-Йорк, США — 4 марта 1974, Нью-Йорк, США) — американский художник и скульптор-абстракционист, работавший в стиле абстрактного экспрессионизма.

## Жизнь и творчество
Адольф Готлиб родился в Нью-Йорке (Ист-Виллидж) в еврейской семье моравского происхождения, которая вскоре переехала в Бронкс. Начал изучать живопись в 1920-е годы, сперва в нью-йоркской Студенческой лиге искусств (англ. Art Students League) и в Школе дизайна Парсона, а затем в парижской академии Гранд-Шомьер. Тогда же совершил путешествие по Франции и Германии, во время которого познакомился с современным европейским искусством. В результате общения с европейскими сюрреалистами пришёл к выводу, что искусство может быть выражением бессознательного, что усиливало его интерес к мотивам, порождённым психологическими архетипами. На этой основе с 1941 года начал создавать первую из своих двух крупнейших художественных циклов под названием «Пиктографы». Эти работы сделаны под «архаический», или «примитивный» художественный язык, характерный для художественных символов американских индейцев, и как бы «уложены» в композицию-решётку, напоминающую работы в стиле метафизического реализма Джорджо ди Кирико и упрощённые художественные композиции итальянских мастеров предренессанса.
Вторая значительная серия работ А. Готлиба — «Взрывы», начатая им на рубеже 1956/1957 годов — сопровождалась значительным упрощением мотивов: на крупноформатных холстах расположены две вертикально уложенные формы, верхняя — круглая и чётко очерченная, нижняя — скорее, хаотично-размытая.  Некоторые работы Готлиба из этой серии:
- «Детонация I», 1957 (Нью-Йорк, Музей современного искусства)
- «Вершина», 1959
- «Противовес», 1959
- «Ружейная пуля», 1971.

На мотивы «Взрывов» Готлиб создал также серию скульптур, что является редкостью для мастеров, работавших в стиле абстрактного экспрессионизма.

## Дополнения
- Adolph&Esther Gottlieb Foundation собрание работ Адольфа Готлиба